# Явлението
Явлението е американски апокалиптичен филм, създаден през 2008 година. Режисиран е от М. Найт Шаямалан, а в главните роли участват Марк Уолбърг, Зоуи Дешанел, Джон Легуизамо, Бети Бъкли и др.